# Polskie Radio Londyn
PRL24 – Polskie Radio Londyn – jedna z polonijnych rozgłośni radiowych w Wielkiej Brytanii, nadająca w systemie naziemnym. Jest polskojęzycznym radiem nadającym w cyfrowym systemie DAB, a sygnał odbierany jest w rejonie Wielkiego Londynu. Nadaje na multipleksie London 3 należącym do spółki Digital Radio Group.
Stacja należy do spółki Sara-Int, jednego z największych przedsiębiorstw polonijnych w Wielkiej Brytanii.

## Historia
Radio pierwszy raz zagrało 13 grudnia 2006 roku dokładnie o godzinie 9.00 ze swojego pierwszego studia w dzielnicy Fulham. Na antenie pojawili się między innymi Jerzy Urban, Mirosław Hermaszewski, prof. Jan Miodek. Radio było częścią grupy medialnej 4YOUK, do której należał między innymi polonijny tygodnik Cooltura. Jej obecnym właścicielem jest firma Sara-Int..
Pierwsza siedziba radia znajdowała się w dzielnicy Fulham, potem nastąpiła przeprowadzka do biurowca w dzielnicy Hammersmith. Od 2015 roku siedzibą stacji jest budynek nieistniejącego już kina Odeon w londyńskim Isleworth. W tym samym budynku swoje redakcje mają inne polonijne media: Tygodnik Cooltura oraz portal polonijny Cooltura24, które również należą do spółki Sara-Int.
Radio nadaje w formacie Adult CHR.

## Programy ramówkowe
- - Dzień Dobry Londyn
  - Budziko Maniak
  - HItZone
  - Halo PRL!
  - Hyde Park
  - Klub Muzyczny
  - London Top 20
  - Kulturalnie o Piłce
  - BackStage
  - Boon Box
  - Marcin Śpiewa z Gwiazdami
  - PRL Dance
  - Prywatka z Djem[6]